# مندلورین
مندلورین یا مندلوری (انگلیسی: The Mandalorian) مجموعهٔ تلویزیونی وسترن فضایی آمریکایی است که به‌دست جان فاورو برای سرویس پخش اینترنتی دیزنی پلاس ساخته شده‌است؛ این نخستین سریال لایو اکشن در مجموعهٔ جنگ ستارگان است و داستان آن پنج سال پس از وقایع بازگشت جدای (۱۹۸۳ میلادی) آغاز می‌شود؛ در آن پدرو پاسکال نقش شخصیت اصلی را ایفا می‌کند؛ یک شکارچی جایزه‌بگیر تنها که پس از استخدام برای بازیابی کودک حساس به نیرو، یعنی گروگو، از دشمنان فرار می‌کند. در فصل سوم، کتی سکف در نقش اصلی بو-کاتان کریز (که در فصل دوم معرفی می‌شود) حضور دارد.
جرج لوکاس، پدیدآور جنگ ستارگان توسعهٔ یک سریال تلویزیونی لایو اکشن جنگ ستارگان را تا سال ۲۰۰۹میلادی آغاز کرد، اما تولید این پروژه پرهزینه ارزیابی شد؛ پس از اینکه او در اکتبر ۲۰۱۲ لوکاس فیلم را به دیزنی فروخت، کار بر روی سری تازهٔ جنگ ستارگان برای دیزنی پلاس آغاز شد. فاورو در مارس ۲۰۱۸ میلادی به عنوان نویسنده و شورانر انتخاب شد؛ او در کنار دیو فیلونی، کاتلین کندی و کالین ویلسون تهیه‌کنندگی اجرایی را بر عهده دارد؛ عنوان سریال در اکتبر ۲۰۱۸ با آغاز فیلم‌برداری در استودیوی ساحل منهتن در کالیفرنیا اعلام شد ؛ شرکت جلوه‌های بصری اینداستریال لایت اند مجیک با استفاده از مجموعه‌های مجازی و یک دیوار ویدئویی ۳۶۰ درجه برای ایجاد محیط سریال، فناوری استیج‌کرفت را برای این مجموعه توسعه داده‌است. این از آن زمان توسط سایر تولیدات سینمایی و تلویزیونی پذیرفته شده‌است.
پخش مندلورین اولین بار با راه‌اندازی دیزنی پلاس در ۱۲ نوامبر ۲۰۱۹ میلادی آغاز شد؛ فصل اول متشکل از هشت قسمت با نظرات مثبتی روبه‌رو شد و در هفتاد و دومین جوایز امی ساعات پربیننده برای سریال درام برجسته نامزد شد و هفت جایزهٔ پرایم‌تایم کریتیو آرتس اِمی را از آن خود کرد ؛ فصل دوم در ۳۰ اکتبر ۲۰۲۰ با نقدهای مثبت و فصل سوم در ۱ مارس ۲۰۲۳ اکران شد. فصل چهار نیز در دست توسعه است. سریال‌های اسپین‌آف مرتبط، تحت عنوان کتاب بوبا فت، آسوکا و اسکلتن کرو جدول زمانی این مجموعه را گسترش می‌دهند.

## مقدمه
مندلورین پنج سال پس از وقایع بازگشت جدای (۱۹۸۳) و سرنگونی امپراتوری کهکشانی آغاز می‌شود. این مجموعه به دین جارین، شکارچی جایزه‌بگیر مندلوری تنها در دورترین بخش کهکشان، می‌پردازد. او از سوی نیروهای امپراطوری بازمانده استخدام می‌شود تا کودک، گروگو، را پس بگیرد، اما پس از انجام ماموریت، دچار پشیمانی شده و بعد از از بین بردن نیروهای امپراطوری کودک را پس میگیرد. پس از آن، در حالیکه افراد انجمن قصد متوقف کردن او را داشتند، با کمک مندلوریهای دیگر، برای محافظت از کودک فرار می‌کند. در حالی که آن‌ها به دنبال دیدار مجدد گروگو با هم‌نوعانش هستند، توسط ماف گیدئون تعقیب می‌شوند. گیدئون می‌خواهد از ارتباط گروگو با نیرو استفاده کند. سپس این دو به مندلور سفر می‌کنند تا دین جارین بتواند خود را از گناهی که به‌دلیل سرپیچی از قانون و برداشتن کلاهش انجام داده‌است، تطهیر کند.

## پخش در ایران
هر سه فصل سریال مندلورین با دوبله فارسی در شبکه تماشا و شبکه امید در سال 1402 پخش شده است. 

## قسمت‌ها
| فصل | قسمت‌ها | قسمت‌ها | تاریخ اصلی پخش | تاریخ اصلی پخش |
| فصل | قسمت‌ها | قسمت‌ها | اولین بار      | آخرین بار      |
| --- | ------ | ------ | -------------- | -------------- |
| ۱   | ۸      | ۸      | ۱۲ نوامبر ۲۰۱۹ | ۲۷ دسامبر ۲۰۱۹ |
| ۲   | ۸      | ۸      | ۳۰ اکتبر ۲۰۲۰  | ۱۸ دسامبر ۲۰۲۰ |
| ۳   | ۸      | ۸      | ۱ مارس ۲۰۲۳    | ۱۹ آوریل ۲۰۲۳  |

### فصل ۱ (۲۰۱۹)
| شم. کلی | شم. در فصل | عنوان             | کارگردان           | نویسنده                                                                  | تاریخ پخش اصلی |
| ------- | ---------- | ----------------- | ------------------ | ------------------------------------------------------------------------ | -------------- |
| ۱       | ۱          | «بخش ۱: مندلورین» | دیو فیلونی         | جان فاورو                                                                | ۱۲ نوامبر ۲۰۱۹ |
| ۲       | ۲          | «بخش ۲: بچه»      | ریک فامیویوا       | جان فاورو                                                                | ۱۵ نوامبر ۲۰۱۹ |
| ۳       | ۳          | «بخش ۳: گناه»     | دبورا چاو          | جان فاورو                                                                | ۲۲ نوامبر ۲۰۱۹ |
| ۴       | ۴          | «بخش. ۴: پناهگاه» | برایس دالاس هاوارد | جان فاورو                                                                | ۲۹ نوامبر ۲۰۱۹ |
| ۵       | ۵          | «بخش ۵: تفنگدار»  | دیو فیلونی         | دیو فیلونی                                                               | ۶ دسامبر ۲۰۱۹  |
| ۶       | ۶          | «بخش ۶: زندانی»   | ریک فامیویوا       | داستان : کریستوفر یاست نمایشنامۀ تلویزیونی : کریستوفر یاست وریک فامیویوا | ۱۳ دسامبر ۲۰۱۹ |
| ۷       | ۷          | «بخش ۷: حسابرسی»  | دبورا چاو          | جان فاورو                                                                | ۱۸ دسامبر ۲۰۱۹ |
| ۸       | ۸          | «بخش ۸: رستگاری»  | تایکا وایتیتی      | جان فاورو                                                                | ۲۷ دسامبر ۲۰۱۹ |

### فصل ۲ (۲۰۲۰)
| شم. کلی | شم. در فصل | عنوان            | کارگردان           | نویسنده      | تاریخ پخش اصلی |
| ------- | ---------- | ---------------- | ------------------ | ------------ | -------------- |
| ۹       | ۱          | «بخش ۹: کلانتر»  | جان فاورو          | جان فاورو    | ۳۰ اکتبر ۲۰۲۰  |
| ۱۰      | ۲          | «بخش ۱۰: مسافر»  | پیتون رید          | جان فاورو    | ۶ نوامبر ۲۰۲۰  |
| ۱۱      | ۳          | «بخش ۱۱: وارث»   | برایس دالاس هاوارد | جان فاورو    | ۱۳ نوامبر ۲۰۲۰ |
| ۱۲      | ۴          | «بخش ۱۲: محاصره» | کارل ویترز         | جان فاورو    | ۲۰ نوامبر ۲۰۲۰ |
| ۱۳      | ۵          | «بخش ۱۳: جدای»   | دیو فیلونی         | دیو فیلونی   | ۲۷ نوامبر ۲۰۲۰ |
| ۱۴      | ۶          | «بخش ۱۴: تراژدی» | رابرت رودریگز      | جان فاورو    | ۴ دسامبر ۲۰۲۰  |
| ۱۵      | ۷          | «بخش ۱۵: معتقد»  | ریک فامیویوا       | ریک فامیویوا | ۱۱ دسامبر ۲۰۲۰ |
| ۱۶      | ۸          | «بخش ۱۶: نجات»   | پیتون رید          | جان فاورو    | ۱۸ دسامبر ۲۰۲۰ |

### فصل ۳ (۲۰۲۳)
| شم. کلی | شم. در فصل | عنوان                  | کارگردان           | نویسنده                | تاریخ پخش اصلی |
| ------- | ---------- | ---------------------- | ------------------ | ---------------------- | -------------- |
| ۱۷      | ۱          | «بخش ۱۷: مرتد»         | ریک فاموییوا       | جان فاورو              | ۱ مارس ۲۰۲۳    |
| ۱۸      | ۲          | «بخش ۱۸: معادن مندلور» | ریچل موریسون       | جان فاورو              | ۸ مارس ۲۰۲۳    |
| ۱۹      | ۳          | «بخش ۱۹: نو کیش»       | لی ایزاک چانگ      | جان فاورو و نوح کلور   | ۱۵ مارس ۲۰۲۳   |
| ۲۰      | ۴          | «بخش ۲۰: نجات یافته»   | کارل ویترز         | جان فاورو و دیو فیلونی | ۲۲ مارس ۲۰۲۳   |
| ۲۱      | ۵          | «بخش ۲۱: راهزن»        | پیتر رمزی          | جان فاورو              | ۲۹ مارس ۲۰۲۳   |
| ۲۲      | ۶          | «بخش ۲۲: مزدوران»      | برایس دالاس هاوارد | جان فاورو              | ۵ آوریل ۲۰۲۳   |
| ۲۳      | ۷          | «بخش ۲۳: جاسوسان»      | ریک فامیویوا       | جان فاورو و دیو فیلونی | ۱۲ آوریل ۲۰۲۳  |
| ۲۴      | ۸          | «بخش ۲۴: بازگشت»       | ریک فامیویوا       | جان فاورو              | ۱۹ آوریل ۲۰۲۳  |

## مضامین
یکی از مضامین اصلی مندلورین، فرزندپروری و پدری کردن است که اساساً از طریق پویایی رابطهٔ پدر-پسری میان دین جارین و کودک نمایش داده شده‌است. رایان بریت از وبگاه فادرلی نوشت که این رابطه در داستان‌های جنگ ستارگان غیرعادی است و نمونه‌های قبلی فرزندپروری در این فرنچایز معمولاً به شخص ضعیف تمایل داشته، از دارث ویدر بی‌رحم، پدر لوک اسکای‌واکر، تا جیلین ارسو، پدر جین ارسو در روگ وان (۲۰۱۶). بریت نوشت: «سال‌ها فرنچایز جنگ ستارگان از به تصویر کشیدن پویایی والد-فرزند اجتناب می‌کرد. با مندو و بیبی یودا، بالاخره این موضوع در حال تغییر است.» پویایی بین شخصیت Kuiil و ربات IG-11 نیز منعکس‌کنندهٔ موضوع پرورش کودک در مندلورین است.

## بازخورد

### آمار بینندگان
به گزارش نیلسن، فصل اول مندلورین طی هفت هفته پخش، ۵٫۴۲ میلیارد دقیقه تماشا شد و در طول هفته نمایش پایانی، این تعداد به ۱٫۱۵ میلیارد دقیقه رسید. یک هفته پس از پایان ۸۰۰ میلیون دقیقه دیگر افزوده شد. به گفته نیلسن، فصل دوم با ۱٫۳۳۶ میلیارد دقیقه تماشا، از ۱۴ دسامبر تا ۲۰ دسامبر به پربیننده‌ترین سریال تلویزیونی استریم‌کننده در ایالات متحده تبدیل شد. این مجموعه با ۱۴٫۵ میلیارد دقیقه تماشا طی سال در رتبه چهاردهم فهرست نیلسن از پربیننده‌ترین نمایش‌ها و فیلم‌های تلویزیونی استریم‌کننده در سال ۲۰۲۰ قرار گرفت. این نخستین مجموعهٔ غیرنتفلیکس بود که در رتبه‌بندی پخش نیلسن در رتبه اول قرار گرفت. طبق گزارش سامبا تی‌وی، فصل دوم این سریال ۱٫۰۴ میلیون خانواده به خود جذب کرد. هالیوود ریپورتر گزارش داد مندلورین مجموعه‌های لایو اکشن دیزنی پلاس را با اکثریت دقایق (۸٫۴ میلیارد) رهبری می‌کند که این رقم از هشت هفتهٔ آغاز به کار فصل دوم آمد.

### واکنش منتقدان
| فصل | راتن تومیتوز  | متاکریتیک   |
| --- | ------------- | ----------- |
| 1   | ۹۳٪ (۳۳۸ نقد) | ۷۰ (۲۹ نقد) |
| 2   | ۹۳٪ (۴۵۰ نقد) | ۷۶ (۱۴ نقد) |
| 3   | ۸۷٪ (۱۵۹ نقد) | ۷۰ (۱۴ نقد) |

بازبینی جمعی وبگاه راتن تومیتوز بر اساس نظر ۳۳۷ منتقد به نخستین فصل این مجموعه رتبهٔ ۹۳٪ با میانگین نمرهٔ ۷٫۹/۱۰ داد. اجماع منتقدان این وبگاه می‌نویسد: «پرجنب‌وجوش و ماهرانه ساخته‌شده—اگر در مواقعی کمی بیش از حد بی‌احساس—مندلورین عضو جدید مقبولی به دنیای جنگ ستارگان است که تا حد زیادی از بامزگی محموله‌اش بهره می‌برد.» فصل اول این مجموعه در متاکریتیک که از میانگین وزنی استفاده می‌کند، بر اساس نظر ۲۹ منتقد، امتیاز ۷۰ را کسب کرد که نشان‌دهنده «بازبینی‌های عموماً مطلوب» است.

## اسپین‌آف‌ها

### کتاب بوبا فت
مینی‌سریال اسپین‌آف با محوریت بوبا فت در نوامبر ۲۰۲۰ گزارش شد. این مجموعه هفت قسمتی از دسامبر ۲۰۲۱ تا فوریه ۲۰۲۲ منتشر شد.

### آسوکا
سریالی به نام آسوکا که در آن رزاریو داوسون بار دیگر نقش آسوکا تانو را ایفا می‌کند، در دسامبر ۲۰۲۰ معرفی شد. فصل اول این سریال در اواخر سال ۲۰۲۳ منتشر شد و برای فصل دوم نیز تمدید شده است.

### اسکلتن کرو
سریالی جدید تحت عنوان اسکلتن کرو در مهٔ ۲۰۲۲ اعلام شد که جان واتس و کریستوفر فورد ساخت آن را بر عهده دارند. فاورو و فیلونی به عنوان تهیه‌کنندگان اجرایی سریال انتخاب شدند. همچنین داستان آن در بازه زمانی مندلورین و آسوکا جریان دارد. این سریال قرار بود در سال ۲۰۲۳ پخش شود اما با اعلام سازندگان آن، در پائیز ۲۰۲۴ پخش خواهد شد.

### فیلم بدون عنوان دیو فیلونی
در دسامبر ۲۰۲۰ اعلام شد که مندلورین و سریال‌های مرتبط با آن قرار بود در یک «رویداد داستانی اوج‌گیرنده» به انتها برسند. در جشن جنگ ستارگان لندن که در آوریل ۲۰۲۳ برگزار شد، اعلام شد که فیلونی در حال کارگردانی فیلمی بلند است که به‌عنوان پایانی برای داستان‌های به هم پیوستهٔ مندلورین، کتاب بوبا فت، و آسوکا (در میان سایر) ساخته می‌شود.